# Sargus maculatus
Sargus maculatus är en tvåvingeart som först beskrevs av Lindner 1936.  Sargus maculatus ingår i släktet Sargus och familjen vapenflugor. Inga underarter finns listade i Catalogue of Life.